# 1-я армия (Канада)
1-я армия (англ. First Canadian Army, фр. 1re Armée canadienne) — оперативное объединение Канадской армии во время Второй мировой войны, в которой служило большинство канадских военнослужащих, служивших в северо-западной Европе. Она действовала на Западном фронте с июля 1944 по май 1945 года.
Армия была сформирована в начале 1942 года, заменив существующий ненумерованный канадский армейский корпус, поскольку растущий вклад канадских войск в службу в Британской армии в Соединённом Королевстве потребовал расширения до двух корпусов. К концу 1943 года канадские формирования состояли из трёх пехотных дивизий, двух бронетанковых дивизий и двух отдельных бронетанковых бригад. Первым командующим был генерал-лейтенант Эндрю Макнотон, которого в 1944 году сменил генерал Харри Крирар. Оба были старшими офицерами Королевского полка Канадской артиллерии в Канадском корпусе во время Великой войны. Союзные формирования других национальностей были добавлены к 1-й канадской армии, чтобы довести её до полного штата.
Численность 1-й канадской армии в конце 1942 года составляла 177 000 человек всех рангов. Год спустя она выросла до 242 000 человек. 31 мая 1944 года, незадолго до высадки в Нормандии, канадские войска в Европе насчитывали 251 000 человек, из которых 75 000 покинули 1-ю канадскую армию, чтобы служить на итальянском фронте.

## Состав
- 1-я армия (First Canadian Army)[3]
  - Штаб (Headquarters)
    - 1-й батальон охраны Лорнских шотландцев (до апреля 1944) и Королевского Монреальского полка (First Canadian Army Defence Battalion — Lorne Scots (until April 1944) & Royal Montreal Regiment)
    - Автомобильный батальон Королевского канадского армейского тылового корпуса (No. 1 Army Headquarters Car Company, Royal Canadian Army Service Corps (RCASC))

  - Королевская канадская артиллерия (Royal Canadian Artillery)
    - 1-я артиллерийская группа (No. 1 Army Group, R.C.A. (1st Cdn AGRA))
      - 11-й армейский полевой полк (11th Army Field Regiment)
      - 1-й средний полк Королевской канадской артиллерии (1st Medium Regiment, Royal Canadian Artillery)
      - 2-й средний полк Королевской канадской артиллерии (2nd Medium Regiment, Royal Canadian Artillery)
      - 5-й средний полк Королевской канадской артиллерии (5th Medium Regiment, Royal Canadian Artillery)
      - 56-й тяжёлый полк Королевской канадской артиллерии (с марта 1945) (56th Heavy Regiment, Royal Artillery (from Mar 1945))

    - 2-я артиллерийская группа (No. 2 Army Group, R.C.A. (2nd Cdn AGRA))
      - 19-й армейский полевой полк (19th Army Field Regiment)
      - 3-й средний полк Королевской канадской артиллерии (3rd Medium Regiment, Royal Canadian Artillery)
      - 4-й средний полк Королевской канадской артиллерии (4th Medium Regiment, Royal Canadian Artillery)
      - 7-й средний полк Королевской канадской артиллерии (7th Medium Regiment, Royal Canadian Artillery)
      - 10-й средний полк Королевской артиллерии (10th Medium Regiment, Royal Artillery)
      - 15-й средний полк Королевской артиллерии (расформирован в декабре 1944) (15th Medium Regiment, Royal Artillery, (disb Dec 44))
      - 1-й тяжёлый полк Королевской артиллерии (1st Heavy Regiment, Royal Artillery)
      - 2-й тяжёлый зенитный артиллерийский полк (мобильный) (2nd Heavy Anti-Aircraft Regiment (Mobile))
      - 1-я реактивная артиллерийская батарея (1st Rocket Battery)
      - 1-я радиолокационная батарея (1st Radar Battery)

  - Эскадрон Ф 25-го бронетанкового полка доставки (Эльгинский полк) Канадского бронетанкового корпуса («F» Squadron, 25th Armoured Delivery Regiment (The Elgin Regiment), Canadian Armoured Corps (CAC))
  - 1-й бронетранспортёрный полк Канадского бронетанкового корпуса (1st Armoured Personnel Carrier Regiment, CAC)
  - 6-й медико-санитарный пункт Королевского канадского армейского медицинского корпуса (No. 6 Casualty Clearing Station, Royal Canadian Army Medical Corps (RCAMC))
  - 4-й, 5-й, 6-й и 7-й полевые пункты переливания крови Королевского канадского армейского медицинского корпуса (Nos. 4, 5, 6 & 7 Field Transfusion Units, RCAMC)
  - 9-й, 10-й, 11-й полевые перевязочные пункты Королевского канадского армейского медицинского корпуса (Nos. 9, 10 & 11 Field Dressing Stations, RCAMC)
  - 14-й полевой гигиенический пункт Медицинского корпуса Королевского канадского армейского медицинского корпуса (No. 14 Field Hygiene Section, RCAMC)
  - Подразделения Канадского стоматологического корпуса (units of the Canadian Dental Corps (CDC))
  - 81-я и 82-ч артиллерийские роты Королевского канадского армейского тылового корпуса (Nos. 81 & 82 Artillery Companies, RCASC)
  - 35-я и 36-я смешанные роты Королевского канадского армейского тылового корпуса (Nos. 35 & 36 Army Troops Composite Companies, RCASC)
  - 41-я, 45, 47, 63, 64-я транспортные роты Королевского канадского армейского тылового корпуса (Nos. 41, 45, 47, 63 & 64 Army Transport Companies, RCASC)
  - 1-й и 2-й моторизованные конвои скорой помощи Королевского канадского армейского тылового корпуса (Nos. 1 & 2 Motor Ambulance Convoys, RCASC)
  - Королевские канадские инженеры (Royal Canadian Engineers)
    - 1-е инженерные войска (First Canadian Army Troops Engineers)
      - 10-я полевая парковая рота (10th Field Park Company)
      - 5-я, 20-я, 23-я полевые инженерные роты (5th, 20th & 23rd Field Companies)

    - 2-е инженерные войска (2nd Canadian Army Troops Engineers)
      - 11-я полевая парковая рота (11th Field Park Company)
      - 32-я, 33-я, 34-я полевые инженерные роты (32nd, 33rd & 34th Field Companies)

    - 1-я мастерская и парковая рота (No. 1 Workshop and Park Company)
    - 1-я полевая рота воздушного наблюдения (1st Field (Air) Survey Company)
    - 2-я полевая рота воздушного наблюдения (2nd Field Survey Company)
    - 3-я полевая рота воспроизведения (3rd Field (Reproduction) Company)

  - Связисты Королевского канадского корпуса связи (First Army Signals, Royal Canadian Corps of Signals (RCCS))
    - 1-й отряд воздушной поддержки (1st Air Support Signals Unit)
    - 1-я, 2-я и 3-я секции беспроводной связи (Nos. 1, 2 & 3 Special Wireless Sections)

  - Мастерские Королевских канадских инженеров-электриков и механиков (First Army Troops Workshop, Royal Canadian Electrical and Mechanical Engineers)
  - 11-я рота военной полиции Канадского корпуса военной полиции (No. 11 Provost Company, Canadian Provost Corps)
  - 1-я лесничная группа Канадского лесничего корпуса (No. 1 Canadian Forestry Group, Canadian Forestry Corps)
  - 1-е почтовое отделение Канадского почтового корпуса (No. 1 Army Base Post Office, Canadian Postal Corps)
  - 1-й канадский армейский корпус (I Canadian Corps (April 1942 to November 1943; February 1945 to July 1945))
    - 1-я канадская пехотная дивизия (с июля 1943 до февраля 1945) (1st Canadian Infantry Division (in Italy from July 1943 to February 1945))
    - 5-я канадская бронетанковая дивизия (5th Canadian Armoured Division)
    - 1-я канадская бронетанковая бригада (1st Canadian Armoured Brigade)
    - 1-я рота охраны 1-го корпуса (1st Corps Defence Company (Lorne Scots))
    - Соединения и части корпусного подчинения (Other Corps Troops)

  - 2-й канадский армейский корпус (II Canadian Corps (January 15, 1943 to June 25, 1945))
    - 2-я канадская пехотная дивизия (2nd Canadian Infantry Division)
    - 3-я канадская пехотная дивизия (3rd Canadian Infantry Division)
    - 4-я канадская бронетанковая дивизия (4th Canadian Armoured Division)
    - 1-я польская бронетанковая дивизия (Polish 1st Armoured Division)
    - 15-я (шотландская) пехотная дивизия (январь — март 1945) (15th (Scottish) Infantry Division (January to March, 1945))
    - 2-я канадская бронетанковая бригада (2nd Canadian Armoured Brigade)
    - 2-я рота охраны 2-го корпуса (2nd Corps Defence Company (The Prince Edward Island Light Horse))
    - Соединения и части корпусного подчинения (Other Corps Troops)

  - 1-й британский армейский корпус (1 августа 1944 — 1 апреля 1945) (I British Corps (August 1, 1944 to April 1, 1945))
    - 6-я воздушно-десантная дивизия (с 3 сентября 1944) (6th Airborne Division (to 3 September 1944))
      - 1-я бельгийская пехотная бригада (10 августа 1944 — 10 сентября 1944) (1st Belgian Infantry Brigade (August 10, 1944 to September 10, 1944))

    - 49-я (западнорайдингская) пехотная дивизия (49th (West Riding) Infantry Division)
    - 51-я (хайлендская) пехотная дивизия (до 19 декабря 1944) (51st (Highland) Infantry Division (to 19 December 1944))
    - 33-я бронетанковая бригада (до сентября 1944) (33rd Armoured Brigade (to September 1944))
    - 104-я американская пехотная дивизия (с середины октября до ноября 1944) (104th Infantry Division (United States) (mid October to early November, 1944))

  - 30-й британский армейский корпус (январь — март 1945 в Маас-Рейнской операции) (XXX British Corps (January to March, 1945 for Operation Veritable))
    - Гвардейская бронетанковая дивизия (Guards Armoured Division)
    - 43-я (уэссекская) пехотная дивизия (43rd (Wessex) Infantry Division)
    - 52-я (лоулендская) пехотная дивизия (52nd (Lowland) Infantry Division)
    - 53-я (валлийская) пехотная дивизия (53rd (Welsh) Infantry Division)
    - Части 79-й бронетанковой дивизии (elements of 79th Armoured Division)
    - 4-я бронетанковая бригада (4th Armoured Brigade)
    - 6-я гвардейская бронетанковая бригада (6th Guards Armoured Brigade)
    - 8-я бронетанковая бригада (8th Armoured Brigade)
    - 34-я бронетанковая бригада (34th Armoured Brigade)